# Oxygen Project
Oxygen Project – projekt mający na celu odświeżenie wyglądu KDE Plasma Workspaces.
Składa się z zestawu ikon komputerowych, dekoracji okien, motywów dla GTK i Qt oraz dwóch motywów dla KDE Plasma Workspaces.

## Historia
Pierwotnym celem było stworzenie nowego zestawu ikon, ale projekt rozrósł się do takiego stopnia, że zawiera nowe motywy kursorów, okien i widżetów oraz dźwięków. Reprezentuje zerwanie z „kreskówkowym” wyglądem zestawu ikon dla KDE 3, zastępując je bardziej fotorealistycznymi.
Jednym z głównych celów Oxygen Project było otrzymanie eleganckiego pulpitu, który nie będzie rozpraszać użytkownika, dlatego ikony i motywy używają stonowanej palety kolorów. Nazwa Oxygen wzięła się z jednego z żartów twórców, którzy chcieli „tchnąć oddech świeżości w pulpit”.

### 4.0

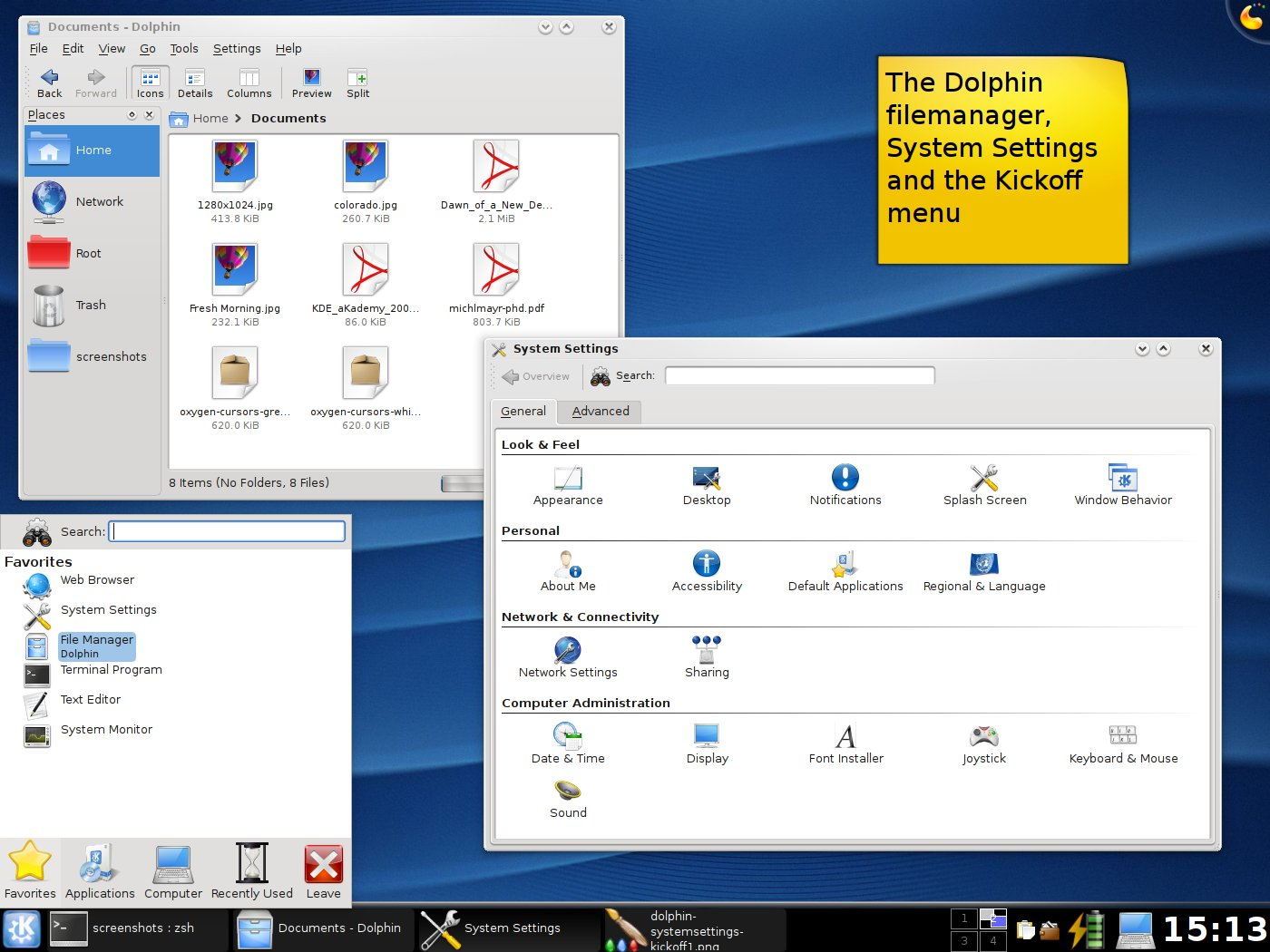
Oxygen 4.0

- Motyw Plasmy jest głównie czarny z białym tekstem.

### 4.1

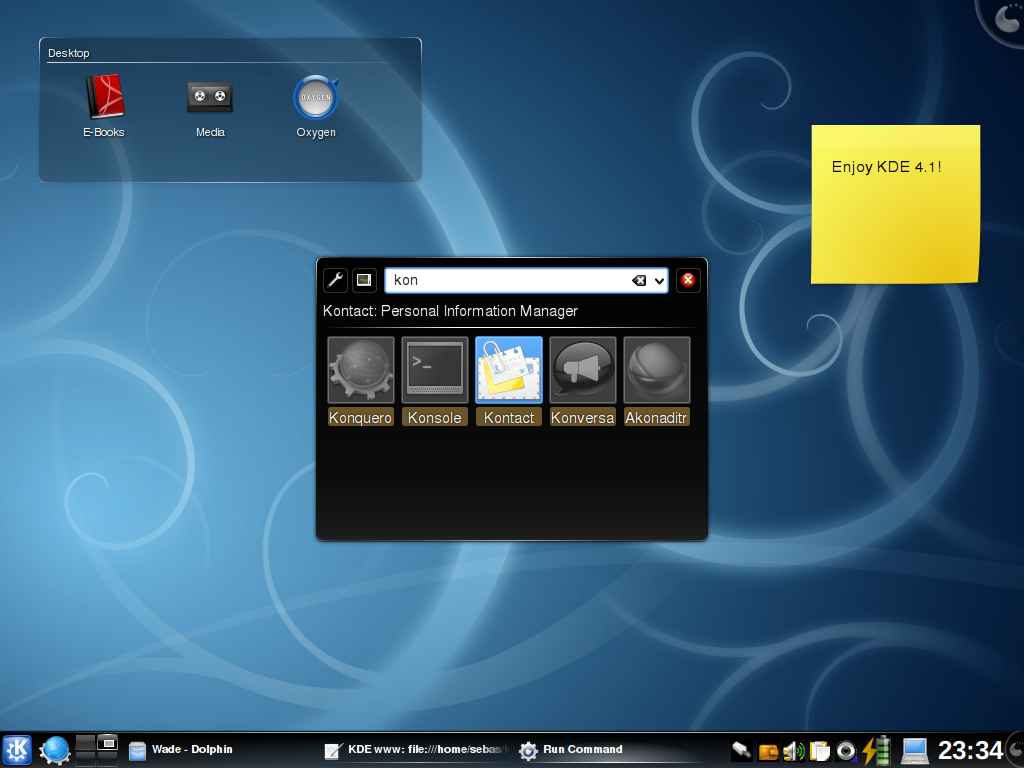
Motyw Plasma Desktop 4.1
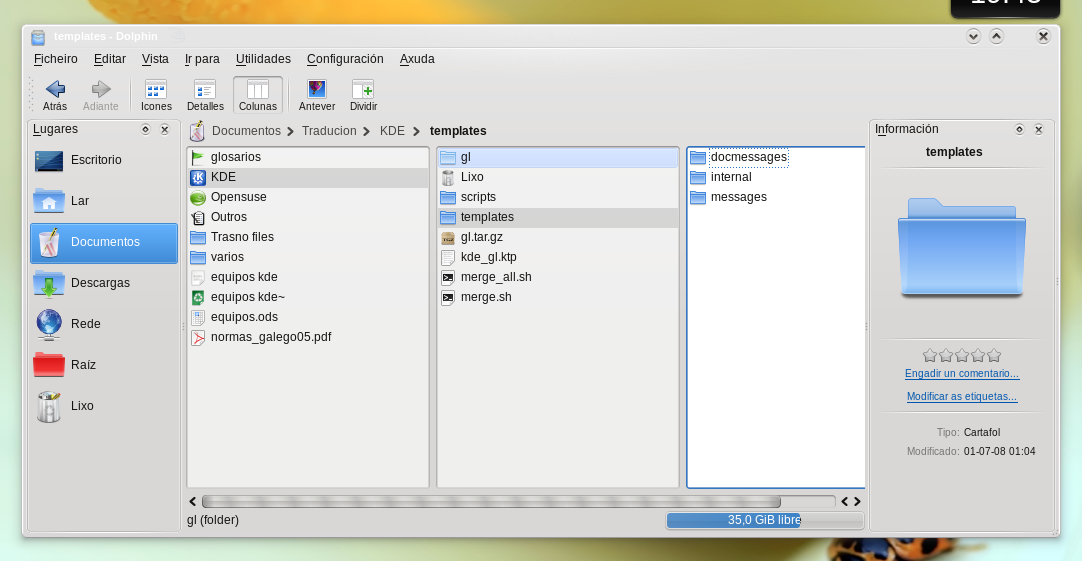
Motyw KWin 4.1

- Użycie linii gradientu w motywie Plasmy.
- Dekoracje KWin mają wygląd zbliżony do płaskorzeźby.

### 4.2

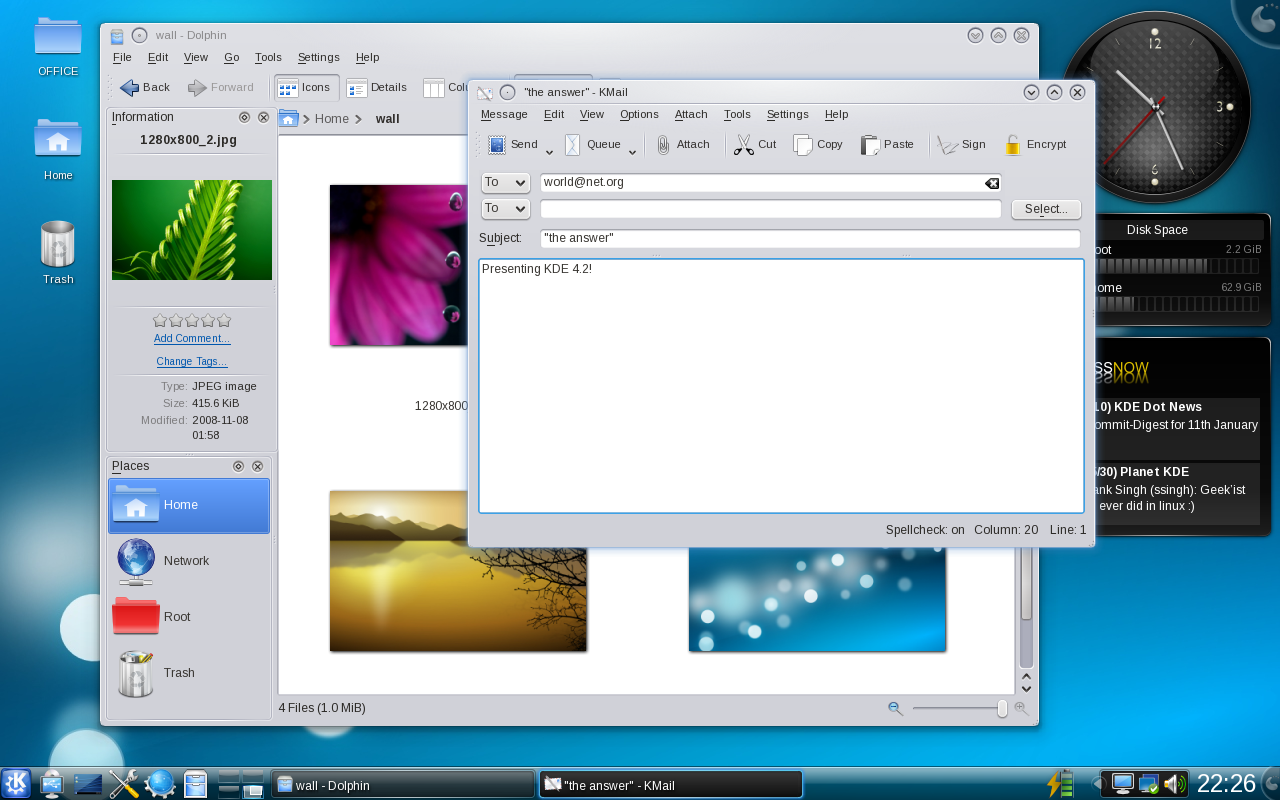
Plasma Desktop 4.2

- Gradienty pionowe i użycie przezroczystości w Plasma podczas używania menedżera kompozycji, a niebieski odcień bez kompozycji.
- Dekoracje KWin wyglądają bardziej trójwymiarowo.

### 4.3

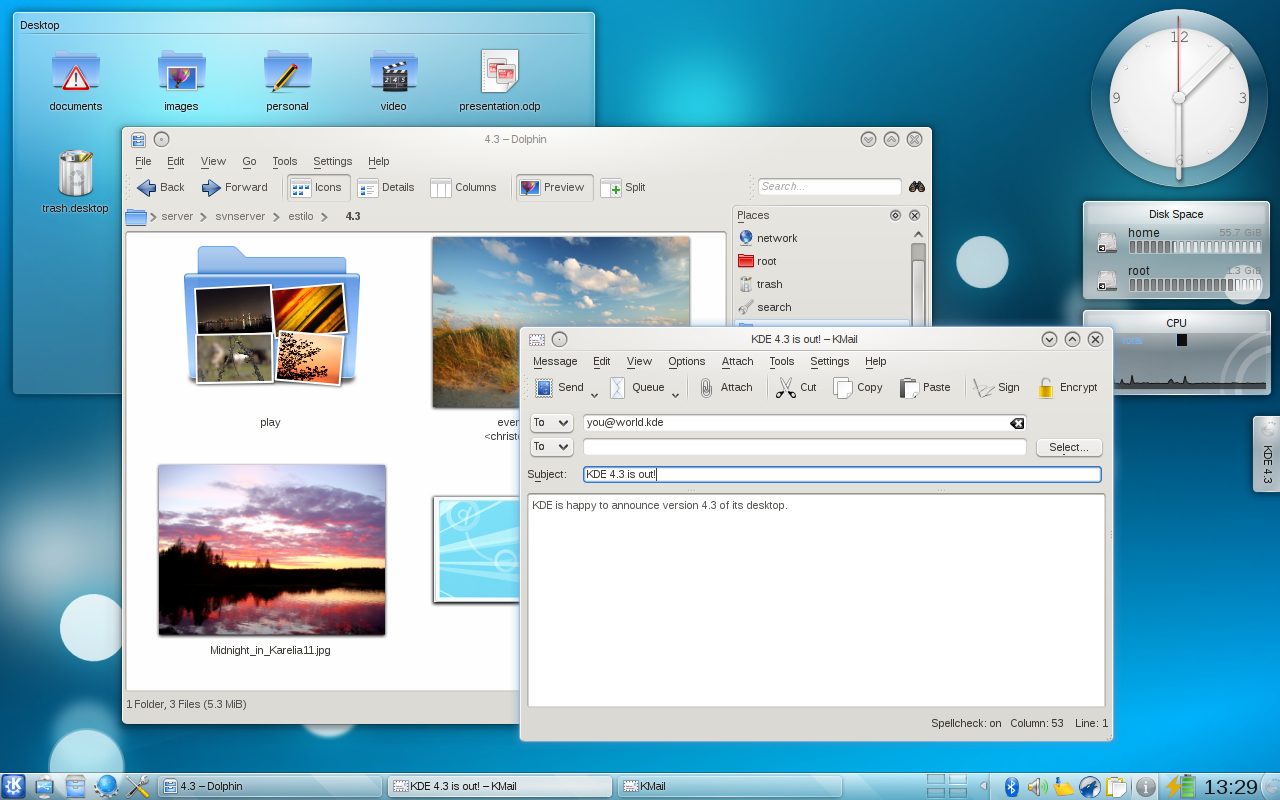
Plasma Desktop 4.3 with new Air theme

- Domyślnym motywem Plasmy staje się nowy, jasny motyw Air.

### 4.4

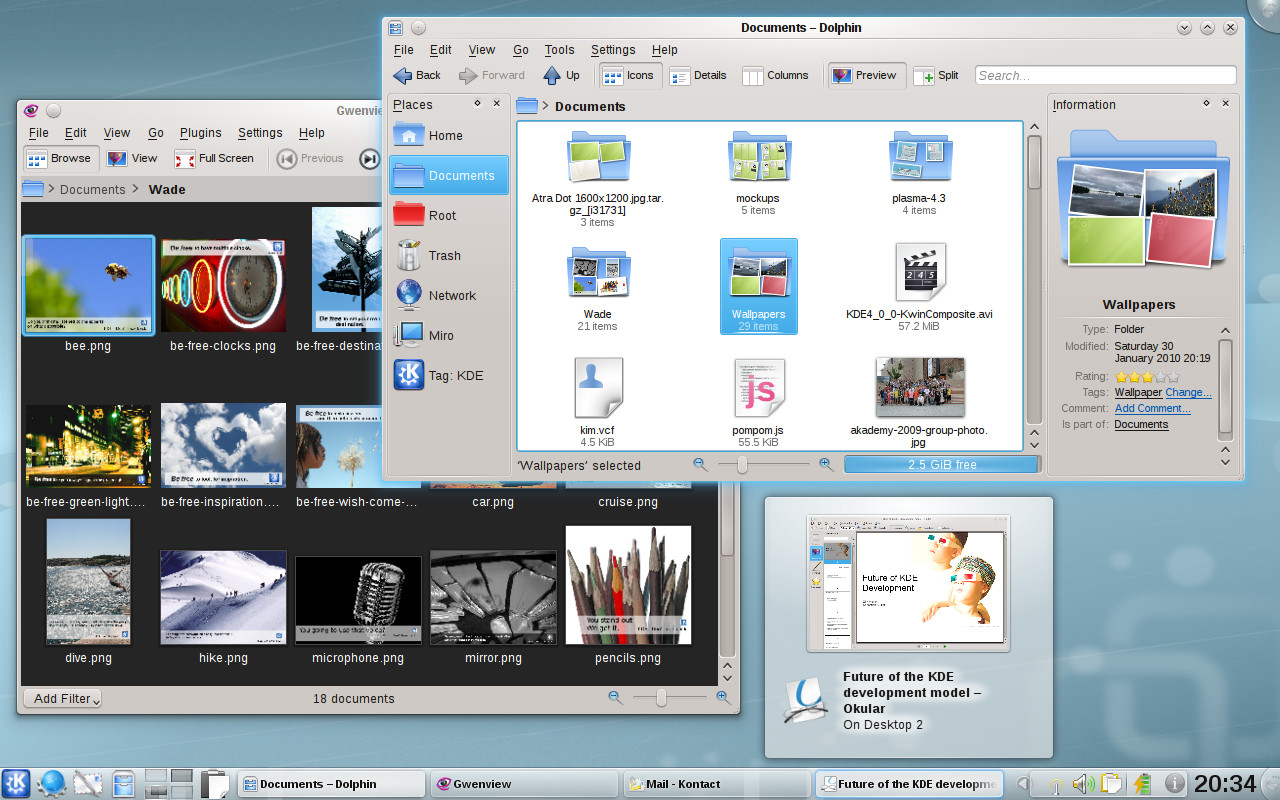
Plasma Desktop 4.4

- Praca nad używalnością oraz animacjami motywu widżetu[3].
- Nowe i opracowane na nowo ikony - najwięcej na pasku zadań[4]
- Dekoracje okien już nie przypominają płaskorzeźby.

### 4.5

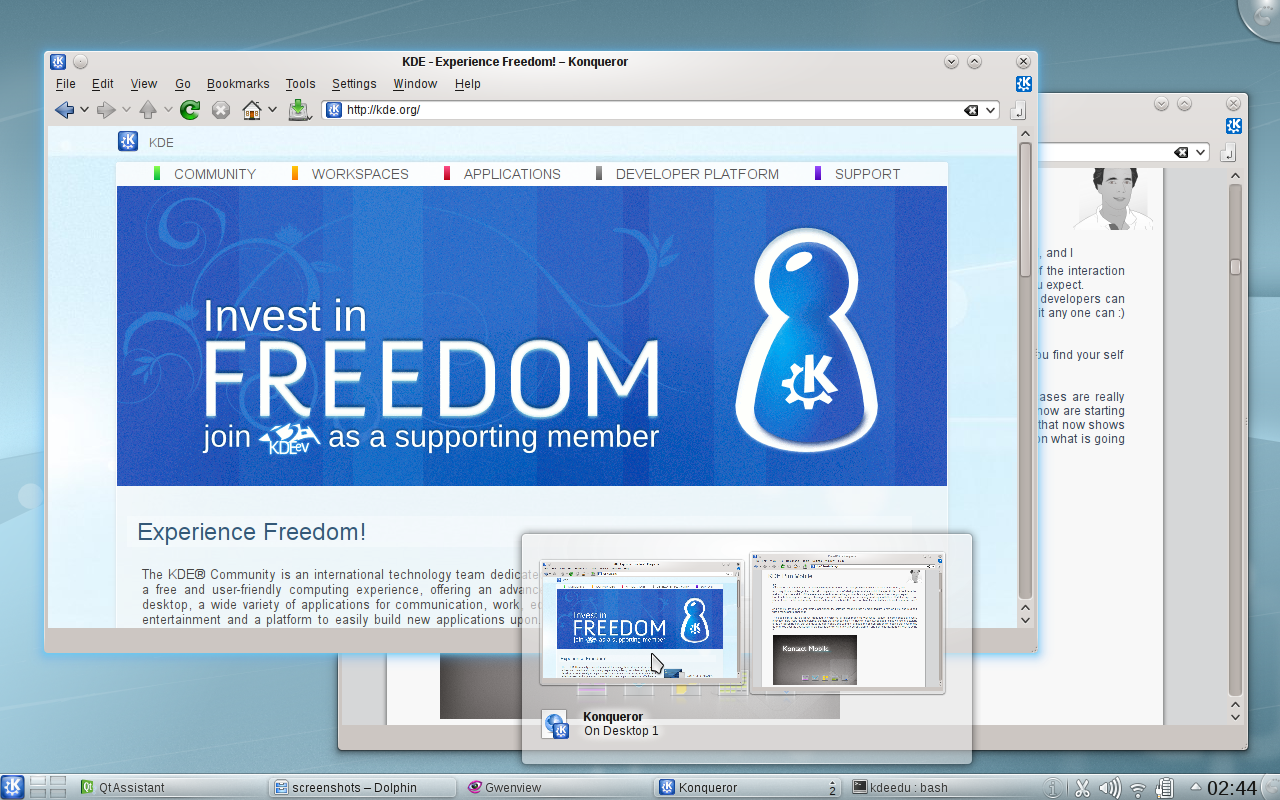
Plasma Desktop 4.5

- Ikony monochromatyczne dla motywów Plasmy Air i Oxygen.

### 4.6
- Zmieniono niektóre ikony typów plików[5]

### 4.7
- Nowe ikony folderów[6].

## Standaryzacja
Oxygen Project ma na celu dostarczenie standardowych ikon, wytycznych i przewodnika. Używa standardów nazewnictwa freedesktop.org oraz Standardowego Motywu Ikon, co pozwala na zachowanie spójności wyglądu między programami. Trwają również prace nad przystosowaniem do pracy z innymi zestawami ikon i motywów, takimi jak Tango Desktop Project

## Twórcy
- Nuno Pinheiro (główny koordynator)
- David Vignoni (założyciel)
- Kenneth Wimer (założyciel)